# Trimetilénmetán
A trimetilénmetán (gyakori rövidítése TMM) vegyület, képlete C4H6. Semleges molekula két szabad vegyértékkel, így erősen reaktív gyök. Tekinthető egy izobuténként (C4H8), melynek metilcsoportjairól egy-egy hidrogén el lett távolítva.

## Szerkezet
A trimetilénmetán szerkezetét 1948-ban írták le. Semleges 4 szénatomos molekula 4 π molekuláris pályával. 90 K-ben szilárd mátrixban csapdázva a 6 hidrogénatom egyenértékű. Így ikerionként vagy a legegyszerűbb nem Kekulé konjugált szénhidrogénként is leírható. Az alábbi 3 állapot szuperpozíciója:
|  |  |  |

Alapállapota triplett (3A2′/3B2), így a szó szigorúbb értelmében diradikális. Számítások szerint a molekula síkalkatú háromfogású forgásszimmetriával, ahol a kötéshosszok mintegy 1,4 (C–C), illetve 1,08 Å (C–H). A metilének H–C–H szöge mintegy 121°.
A három szingulett gerjesztett állapotból az 11A1 (alapállapot felett 1,17 eV) zárt héjú lapos diradikális és teljesen elfajult háromfogású (D3h) szimmetriával. Az 11B2 (szintén 1,17 eV) nyílt héjú gyök  három azonos, lapos és kétoldali szimmetriájú (eltekintve attól, hogy a hosszabb metilén 79°-kal a síkon kívül van) alakzat D3h szimmetriájú egyensúlyi állapota 1 hosszabb (1,48 Å) és 2 rövidebb (1,38 Å) C–C kötéssel (C2 szimmetria). A harmadik, a 21A1/1A1′ (3,88 eV) szintén D3h szimmetriájú egyensúly 1 rövidebb és 2 hosszabb C–C kötéssel (C2ν).
Az ezutáni nagyobb energiájú állapotok, az 13A1 és 23B2 (4,61 eV) elfajult triplettek 1 gerjesztett elektronnal, és egy kvintett (5B2; 7,17 eV), egyelektronos p pályákkal és D3h szimmetriával.

## Előállítás
A trimetilénmetánt először 4-metilén-Δ1-pirazolin fotolízisével állították elő nitrogéntávozással fagyott híg üveges oldatban 77 K-en.
Előállítható 3-metilénciklobutanon fotolízisével hideg oldatban és egykristályként is, mely során szén-monoxid keletkezik. Mindkét esetben a trimetilénmetánt elektronspinrezonancia-spektroszkópia révén észlelték.
Előállítható ezenkívül kálium 2-jódmetil-3- és -1-jódpropénnel ((IH2C)2C=CH2) való kezelésével gázfázisban, azonban a termék gyorsan dimerizálódik 1,4-dimetilénciklohexánt adva, és 2-metilpropén is keletkezhet hidrogén más anyagoktól (például szénhidrogénektől vagy kálium-hidridtől) való elvonásával.

## Fémorganikus kémia
Számos trimetilénmetánt tartalmazó fémorganikus komplexet állítottak elő, például Fe(C4H6)(CO)3-at, mely metilénciklopropán divas-nonakarbonillal (Fe2(CO)9) való gyűrűnyílásával keletkezett. E komplex keletkezik dinátrium-tetrakarbonilferrát (Na2Fe(CO)4) és 1,1-bisz(klórmetil)etén (H2C=C(CH2Cl)2 reakciójakor is. Hasonló reakciók M(TMM)(CO)4-et adnak (M = Cr, Mo). A (TMM)Mo(CO)4-et adó reakció Mo(C8H12)(CO)3-at is ad dimerizált TMM ligandummal.
A TMM-komplexeket szerves szintézisben való használhatóságért, különösen a trimetilénmetán-cikloaddícióért kutatták, nem jelentős sikerrel. Példa erre a palládiumkatalizált trimetilénmetán-[3+2]cikloaddíció.

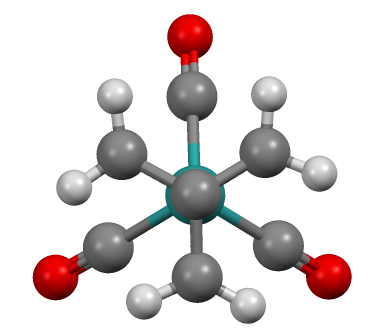
A Ru(TMM)(CO)3 szerkezete a C3 tengely felől nézve.
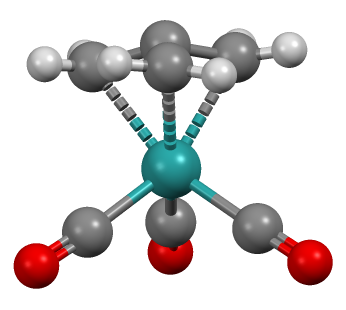
A Ru(TMM)(CO)3 szerkezete a C3 tengelyre merőlegesen nézve.

## Fordítás
Ez a szócikk részben vagy egészben  a   Trimethylenemethane című angol Wikipédia-szócikk ezen változatának fordításán alapul.  Az eredeti cikk szerkesztőit annak laptörténete sorolja fel. Ez a jelzés csupán a megfogalmazás eredetét és a szerzői jogokat jelzi, nem szolgál a cikkben szereplő információk forrásmegjelöléseként.